# Pomeni imen asteroidov: 84001–85000
Pregled pomenov imen asteroidov (malih planetov) od številke 84001 do 85000, ki jim je Središče za male planete dodelilo številko in so pozneje dobili tudi uradno ime  v skladu z dogovorjenim načinom imenovanja. Pregled je preverjen z Schmadelovim “Slovarjem imen malih planetov” (“Dictionary of Minor Planet Names”). 
Pregled pojasnjuje izvor oziroma pomen imen asteroidov, ki ga je priznala Mednarodna astronomska zveza (IAU). Nekateri asteroidi imajo imajo dodatno pojasnilo o izvoru imena, ki pa vedno ni popolnoma zanesljivo (oznaka “†” ali “‡“). 
| Ime                   | Začasna oznaka | Izvor imena |
| 84001–84100           | 84001–84100    | 84001–84100 |
| --------------------- | -------------- | --- |
| 84011 Jean-Claude     | 2002 OB25      | Jean-Claude George Pelle, francoski ljubiteljski astronom † |
| 84012 Deluise         | 2002 PR        | Fiore De Luise, italijanski astronom † |
| 84075 Peterpatricia   | 2002 PL165     | Peter M. in Patricia Lowe, starša odkritelja † Arhivirano 2005-08-29 na Wayback Machine. |
| 84095 Davidjohn       | 2002 QV48      | David John Matson, oče odkritelja † |
| 84096 Reginaldglenice | 2002 QD58      | Reginald J. in Glenice E. Harding, tast in tašča odkritelja † Arhivirano 2005-08-29 na Wayback Machine. |
| 84101–84200           |                | |
| 84200 Robertmoore     | 2002 RM122     | Robert Moore, ameriški vesoljski inženir, ki je delal v Programu Mercury, na raketah Titan, v programu telekomunikacijskih geostacionarnih satelitov Fleetsatcom in v programu Satelitskega sistema za zasledovanje in prenos podatkov (Tracking and Data Relay Satellite System) † |
| 84201–84300           |                | |
| 84224 Kyte            | 2002 RB233     | Frank Kyte, ameriški geokemik in strokovnjak za meteorite (meteoritik) † |
| 84225 Verish          | 2002 RO236     | Robert S. (Bob) Verish, ameriški opazovalec in «lovec» na meteorje † Arhivirano 2008-10-12 na Wayback Machine. |
| 84301–84400           |                | |
| 84340 Jos             | 2002 TO58      | Jos Dianovich Claerbout, ameriški pisatelj, internetni inženir, filmski producent † |
| 84401–84500           |                | |
| 84417 Ritabo          | 2002 TE202     | Rita Boles, žena odkritelja † |
| 84501–84600           |                | |
| 84601–84700           |                | |
| 84701–84800           |                | |
| 84801–84900           |                | |
| 84882 Table Mountain  | 2003 CN16      | gora Table Mountain, Kalifornija na kateri je Observatorij Kalifornija † |
| 84884 Dorismcmillan   | 2003 FS20      | Doris McMillan, ameriška znanstvena vzgojiteljica, ki je vplivala na mnoge ljubiteljske in poklicne astronome, vesoljske znanstvenike in vzgojitelje † |
| 84901–85000           |                | |
| 84902 Porrentruy      | 2003 UU11      | občina Porrentruy, kanton Jura, Švica † |
| 84921 Morkoláb        | 2003 VN1       | Morkoláb (ali Markolaáb), madžarska mitološka žival, ki poje Sonce ali Luno med mrkom, ta asteroid je bil odkrit med popolnim Sončevim mrkom † |
| 84928 Oliversacks     | 2003 WE13      | Oliver Sacks (rojen 1933), nosilec Reda britanskega imperija (CBE), angleški nevrolog in pisatelj † |

| Predhodnik: 83001–84000 | Pomeni imen asteroidov Seznam asteroidov (84001-84250) Seznam asteroidov (84251-84500) Seznam asteroidov (84501-84750) Seznam asteroidov (84751-85000) | Naslednik: 85001–86000 |